# Micraxylia gigas
Micraxylia gigas là một loài bướm đêm trong họ Noctuidae.